# Deutsche Schiffbauversuchsanstalten

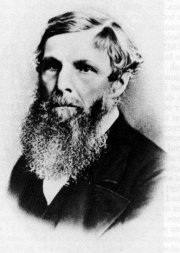
William Froude

Schiffbauversuchsanstalten wurden ab 1872 errichtet, um die Antriebsleistungen für Schiffe durch Modellversuche zu ermitteln. Erste deutsche Schiffbauversuchsanstalten entstanden um 1900 in Übigau, damals noch Vorort von Dresden, und in Bremerhaven. 
Die Theorie für das Modellversuchswesen für Schiffe wurde von William Froude (1810–1879), begründet. Er begann um 1870 erste systematische Schleppversuche mit Schiffsmodellen und errichtete 1871/1872 dafür eine Versuchsanstalt in Torquay. Diese Methode ergab gute Resultate, in der Folge wurden auch in anderen Ländern Versuchsanstalten errichtet. 

## 1892 Übigau
In (Dresden-)Übigau entstand 1892 unter Leitung des Ingenieurs Ewald Bellingrath (1838–1903) und des Werftdirektors Berthold Masing, und in enger Zusammenarbeit mit Professoren der TH Dresden, die erste Schiffbauversuchsanstalt im Deutschen Reich. Angeregt von Hubert Engels, TH-Professor für Wasserbau, wurde auf dem Gelände der 1878 von Bellingraths „Kettenschleppschiffahrt der Oberelbe“ (KSO) übernommenen und stetig erweiterten Schiffswerft in Übigau die „Anstalt zur Prüfung von Schiffswiderständen und hydrometrischen Instrumenten“ eingerichtet.  Bellingraths Ziel, mit Modellversuchen im Becken dieser Versuchsanstalt eine günstigere Schiffsform für Binnenschiffe auf dem deutschen Kanalnetz zu finden, erreichte er.

## 1900 Bremerhaven, Schleppversuchsstation des Norddeutschen Lloyd (NDL)

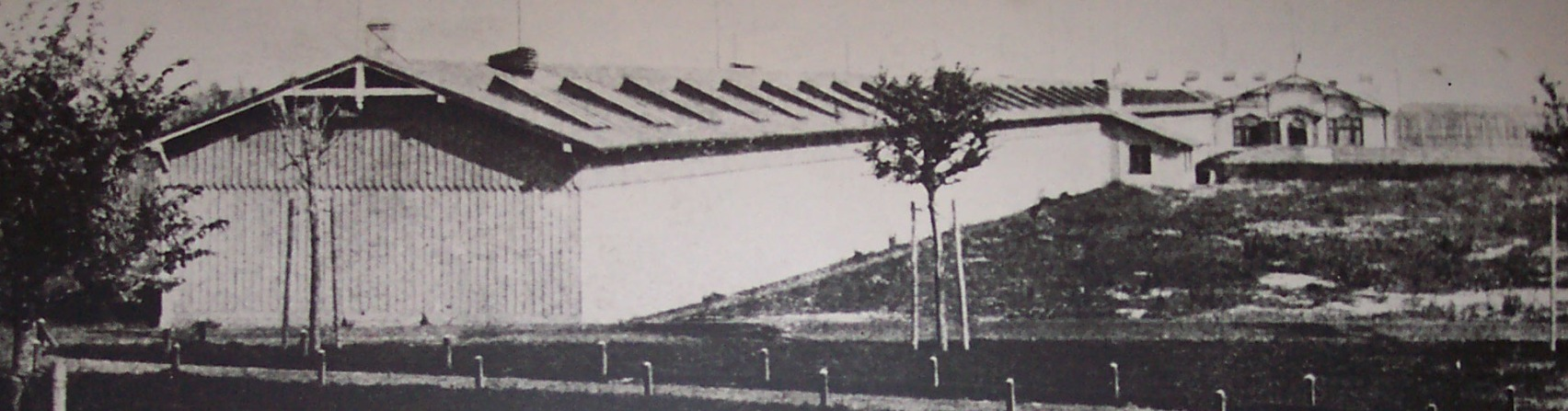
NDL-Schiffbauversuchsanstalt

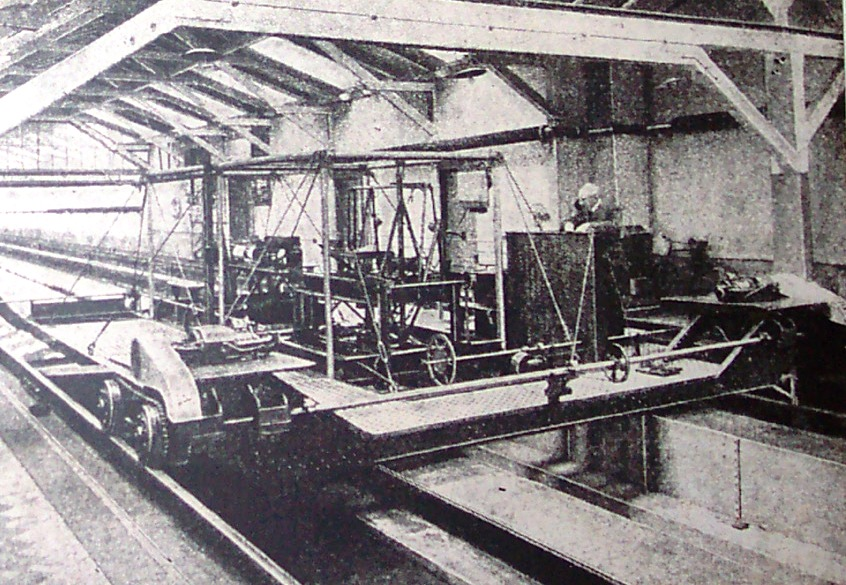
Schleppwagen in der NDL Versuchsanstalt

Aufgrund fehlender Dockmöglichkeiten entschloss sich der Norddeutsche Lloyd (NDL) 1869, ein eigenes Trockendock (Doppeldock mit einer Länge von 121 m) mit Reparaturwerkstätten in Bremerhaven zu bauen. Nachdem der Schiffbauingenieur Johann Schütte (1873–1940) 1899 nachgewiesen hatte, dass der gerade gelieferte Schnelldampfer Kaiser Friedrich die vertraglich vereinbarte Geschwindigkeit nicht erreichen konnte, beauftragte ihn der Lloyd mit der Errichtung einer Schiffbauversuchsanstalt. Sie wurde an der Westseite des Neuen Hafens errichtet und später beim Umzug zum jetzigen Standort abgerissen.

## 1903 Versuchsanstalt für Wasserbau und Schiffbau Berlin (VWS)

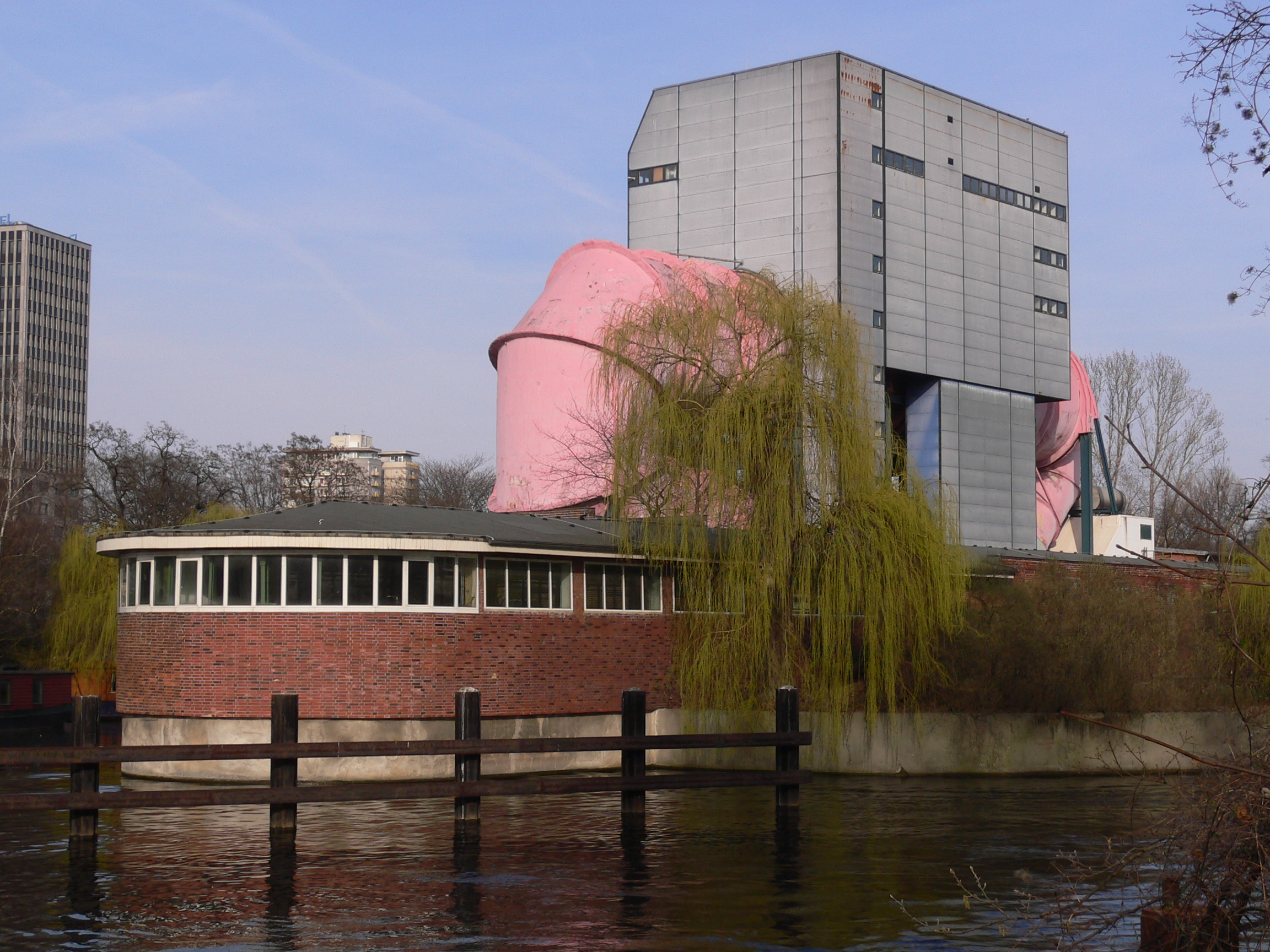
Gebäude der VWS

Im Jahr 1901 ordnete Kaiser Wilhelm II. den Bau der Königlichen Versuchsanstalt für Wasserbau und Schiffbau auf der heutigen Schleuseninsel in Berlin-Tiergarten an, nachdem er den ursprünglich geplanten Standort am Rande des kaiserlichen Reitplatz ablehnte. Das beliebte Ausflugsziel wurde für Besucher gesperrt, und bereits ab 1903 wurden hier die ersten Schleppversuche durchgeführt. In den Becken erfolgen bis heute u. a. Schleppversuche mit Schiffsmodellen.

## 1906 Marineversuchsanstalt Lichtenrade (bei Berlin)

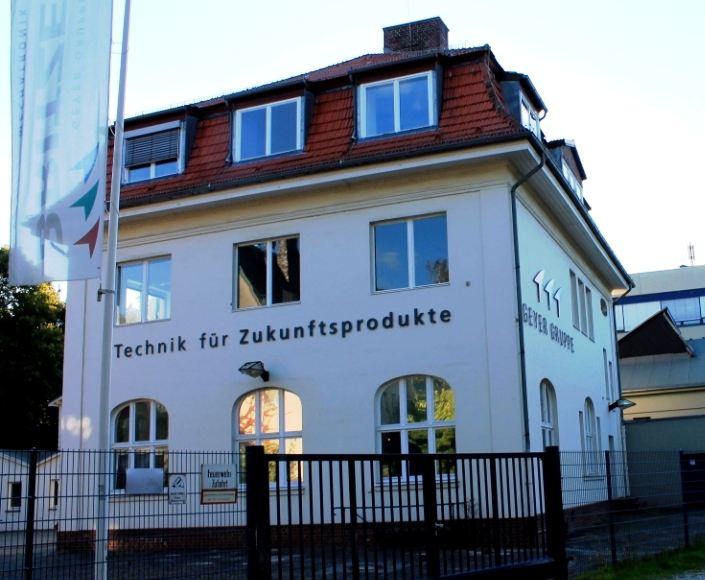
Blick auf das Gebäude der ehemaligen Marineversuchsanstalt Berlin-Lichtenrade

Der Marinebaurat H. Wellenkamp hatte eine andere, einfachere Schleppmethode entwickelt und in der Kaiserlichen Werft Kiel für die Erprobung einen kleinen Schlepptank unter freiem Himmel bauen lassen. Bei der nach Froude benannten Methode wird die konstante Modellgeschwindigkeit eingestellt und der Widerstand des Modells hierbei gemessen. Wellenkamp dagegen stellte mit einem Gewicht, mit dem das Modell gezogen wurde, den Widerstand ein und maß die Geschwindigkeit, sobald diese konstant wurde. Dieses Prinzip ermöglichte deutlich kürzere Schlepptanks, die ohne Schleppwagen auskamen und daher erheblich breiter sein konnten. Dadurch entfielen störende seitliche Randeffekte.
Obwohl die Marine ein Nutzungsrecht an der VWS Berlin hatte, entschied sich das Reichsmarineamt für die Methode Wellenkamp. Die Kaiserliche Marine hatte zu jener Zeit aufgrund des Flottenaufbaus ein sehr umfangreiches Versuchsprogramm und benötigte eine sehr große Versuchskapazität. 1906 wurde daher in Lichtenrade bei Berlin eine marineeigene Versuchsanstalt gebaut, die nach der Methode Wellenkamp betrieben wurde. Wellenkamp leitete diese Anstalt, verstarb jedoch schon bald darauf. Sein Nachfolger wurde Marinebaurat O. Schlichting. 1920 musste diese Anstalt geschlossen werden.

## 1913 Hamburger Schiffbauversuchsanstalt (HSVA)
In Hamburg wurde die Versuchsanstalt für den Schiffbau 1913 errichtet, nachdem bekannt wurde, dass der Norddeutsche Lloyd seine Bremerhavener Einrichtung schließen werde. Ernst Foerster (* 8. November 1876 in Berlin; † 13. Mai 1955) wurde unter Mitwirkung von Blohm & Voss beauftragt, in Hamburg eine neue Schiffbauversuchsanstalt zu gründen. Sie wurde 1915 eröffnet. Der Betrieb wurde nach dem Zweiten Weltkrieg 1953 wieder aufgenommen. Gesellschafter sind heute Reeder, Werften, Schiffbau-Zulieferer und der Germanische Lloyd.